# Австер
Австер (кат. Migjorn, хорв. Oštro, грец. Όστρια, сербохорв. Oštrijal), або Остро, південний вітер у Середземному морі, особливо Адріатичному. Його назва — італійська, що походить від латинського імені Auster, що також означало південний вітер. Це теплий і вологий вітер, який часто несе дощ, але іноді його ототожнюють із Лібечо та Сироко.